# ボリス・ボンダレフ
ボリス・ボンダレフ（露：Борис Бондарев、英：Boris Bondarev）は、ロシアの元外交官である。2019年からロシアのウクライナ侵攻に抗議して2022年5月に辞任するまで、スイスにある国際連合ジュネーブ事務局への政府代表部に勤めていた。辞任後はスイスに居住許可を受けており、その保護下にある。

## 経歴
2002年、ボンダレフはモスクワのロシア外務省で核不拡散に関するアドバイザーとして勤務を始めた。2019年からは、国際連合ジュネーブ事務局におけるロシアの参事官を務めた。
2022年5月23日、ボンダレフはロシアのウクライナ侵攻へ抗議する自身の立場から辞任していたことを発表し、ロシアによる侵攻を「侵略戦争」と呼び、ウクライナ人民に対する犯罪であるのみならず、「ロシアの人民に対する最も深刻な犯罪でもあり、太字のZによって我々の国における繁栄する自由社会への全ての希望と見通しが消されている」と述べた。ボンダレフは、上級大使館職員に侵攻に対する懸念を幾度か表明したが、「派生する問題を避けるために口を閉じ」続けるように言われた、と述べた。また、他の外交官が自分に続くことは期待しておらず、この戦争の黒幕の目標は「権力に永遠に留まり続ける」ことだ、とも述べた。
同年7月22日、euronewsにインタビュー記事が掲載された。2008年時点のボンダレフは、他の多くのロシア人と同じく南オセチア紛争での勝利を喜んでいた。「自分たちが何か偉大で強力なものの一部であるという感覚」であると説明している。ロシアの考え方では「強くなる」ということは「戦争に勝ち、新たな領土を征服すること」で、1990年代にチェチェンなどで弱体化したロシアが再び強くなったことを感じたかったのだろうと話している。2014年のクリミアの併合は、決して認められないことも侵略行為とみなされることも理解していたが、今後、外交で何らかの解決策を見出すことができるだろうと考えていた。しかし長年にわたり、防衛産業や関連する政府機関と仕事をするうちにプロパガンダと現実の違いに衝撃を受けた。陸軍の改革・兵器の生産などの成功が報告されていたが、実際には酷い状況であることを知り、システムが嘘に嘘を重ねているのを見たという。
ウクライナ侵攻が起こったのは、プーチン政権が支持者に「成功と大きな勝利を見せる必要」があり、クリミアの成功を繰り返したかったのだろうと推察している。しかし、ウクライナは「ロシアの世界」を望んでいなかった。とは言え、ウクライナを征服してもロシア国民の生活はさらに貧しくなるため、プーチンは別の敵（モルドバ、カザフスタン、バルト三国）を見つけて、新しい戦争を始めなければならないとしている。
また停戦交渉に話題が及ぶと「プーチンは、強制されない限り、ゼレンスキーと会うことはないだろう。彼にとっては屈辱である」と可能性が低いことを示唆した。プーチンはウクライナ軍に対してウクライナ当局に対する軍事クーデターを呼びかけており、ウクライナ当局を「麻薬中毒者とネオナチのギャング」と罵っている。その相手であるゼレンスキーとの握手をすることになるということである、とボンダレフは話した。
同年8月16日、ジュネーブのル・タン紙のインタビューに応じた。記事によると、スイスが経済制裁に参加すると発表したとき、モスクワとスイスの国連代表部はショックと怒りに包まれたという。ロシアはスイスについては「合法であるかどうかにかかわらず、ロシアのビジネスにとって安全な避難所であり続け、何らかの形で制裁を回避するのに役立つことを望んでいた」ためで、ボンダレフは戦争全体について「誤算、状況の誤った解釈、世界の完全な誤解の継続的な歴史」であるとしている。また、「モスクワは、この冬の間、ヨーロッパを確実に凍らせるだろう。世論が政治家に圧力をかけ始め、ウクライナがロシアと交渉することを要求する程度まで」と、ロシアがエネルギーの供給停止をすることでヨーロッパが折れるまで待つだろうと推測している。
同月23日、ドイツ国営のドイチェ・ヴェレがインタビュー記事を掲載し、YouTubeに動画をアップロードした。
それによるとボンダレフは侵攻当日、1941年にドイツ空軍の空襲を受けたキーウやハルキウに、ロシア空軍が同じことをしているのを知り、悪夢だと思ったという。その時に決意はしていたが、黙って辞めたくなかったため、モスクワにいる家族（妻と猫）を待っての辞任となった。開戦後に外務省を辞めた人々を何十人も知っているが、ボンダレフ自身が辞任のときの声明を出したのは、この戦争についてロシアの集団的責任が問われるとき、せめて自分の良心は少しでもはっきりさせ「我々の政府が引き起こした犯罪と戦うという共通の大義に貢献したい」ためと説明している。同僚については、合理的な考えを持ってはいるが静かに指示に従っている人々と、「ウクライナ人とは、もっと前にやっておくべきだった」「ウクライナ人、アメリカ人の正体を示すことが重要だ」と思っている人々がおり、後者は開戦当時にはこれが彼らの生涯の夢だったのかと思うほどの様子であったと語っている。
ボンダレフはロシアの外交政策・外交はモラル破綻をきたしており、ここ20年で外交官・仕事の質が著しく低下したことにも言及。ロシア外務省は、コネ採用や語学力不足などで仕事をしていない人さえいる状態であると明かしている。顕著になったのは2014年以降、そして2018年にセルゲイ・スクリパリと娘の毒殺未遂事件があって以降、”ある種の壊滅的な性格” を獲得した。それは、外交官が自分のキャリアのため「モスクワで気持ちよく読んでもらうため」に報告をするようになったことだという。例えば、各国がロシアを非難する決議を行った場合でも『ロシア嫌いの勢力が手段を選ばず、親ロシアの人々に自分たちの意見を押し付けている』などのことを書き添え、それが楽しいことであるかのように偽装をすることが必要とされる。
このようなことから、ロシアを正常に戻すには「ウクライナ軍がロシア軍を倒し、ロシア社会とエリート層に『何かが間違っていること』を知らせる必要がある」「このために、ウクライナに必要なすべての支援、軍事を提供する必要がある」と結論している。
同年9月8日には、Swissinfoにインタビュー記事が掲載された。クレムリンが「ウクライナ革命」を推進する理由と、背後に「西側の手」を見て、ウクライナの民族解放の精神を理解しない理由を問われ、指導者のほとんどが元ソ連国家保安委員会（KGB）エージェントであることに起因するためであるとボンダレフは説明している。秘密警察の任務は、国家と共産党の敵、階級内の敵を見つけることであった。陰謀を常に探し求め、陰謀を見つけることを生業として生きる者たちは、いたるところで陰謀を目にするようになる。たとえば、建物からレンガが落ちたときにメンテナンス不足とは考えず、「誰かの陰謀であり、偶然に落ちたわけでもない」と考える。そして、すべてのソビエト後の国家は独自の政策を策定することができない「人工的な」組織であるため、EU諸国は自分たちで決めることができないと考えているのだと話している。また彼らの世界観は「アメリカが支配する西側世界」と「中国が支配するアジア」と「ロシアが支配すべきユーラシア」で構成されており、『非常に原始的』であると評している 。
2022年12月より、モスクワのこだまの元スタッフたちが運営するオンラインメディア「ЭХО」に出演、2023年2月23日より、ザ・モスクワ・タイムズでコラムを執筆するようになった。
2024年2月にロシア独立系メディアХолодのインタビューに応じた。ロシアの外交官を辞めてから2年間、さまざまな機関に履歴書を送ったり、友人を通じて紹介してもらうなどしてきたが、ロシア人は歓迎されないため就職が出来なかった。時折インタビューを受けたりしているが、生活できるほどの収入とならないため、政治難民としてスイスから支給される社会保障で暮らしているという。スウェーデンの元首相カール・ビルトはXでロシアの外交官に「彼らは歴史の正しい側に立つよう努めるべきです」と呼びかけていたため、「その呼びかけに応えれば、新しい仕事を見つけたり、家族や子供を養ったりするのを手伝ってくれるのでしょうか？起訴の可能性から守ってくれるのでしょうか？」とリプライしたが、ビルトは何も答えなかった。ボンダレフは西側外交について、ロシア外交と大差なく、同様に無責任であると判断している。西側外交全般における大きな問題は、外交官が西側ではどんなことでも交渉して合意できるという事実に慣れていること、そして自分たちと同様に相手側も合意に達することに関心を持っているはずだと考えていることでは無いかとしている。彼らはまだプーチンが交渉を求めていると思っているが、独裁政権の何たるかを理解しようともしていないと見ており、ロシアの知識が不十分である「ロシアの専門家」が出す結果を見ていると話している。
2025年2月14日、ロシア司法省はボンダレフを「外国エージェント」であると宣言した。
同月17日にCurrent Time TVの取材に応じ、翌18日にサウジアラビアでアメリカ代表団との交渉に臨むロシア代表団のメンバーについて話した。ユーリ・ウシャコフについては「豊富な経験を持つ老練な怪物」、セルゲイ・ナルイシキンは依然としてKGB元職員であり、2人ともプーチンに近い人物であり明確な指示を受けているとしている。この交渉についての見解は、Meduzaの取材に対して、以下のように述べている。
- ロシア外交にとっては、何の犠牲も要さない大成功であった。結局、強者の立場から行動し続け、ただ耐えていればいい。エスカレーションを望まず、自分たちの安楽を心配している相手側が折れて来るのを待つだけでいいことを証明した。
- トランプ大統領にとって、ゼレンスキー大統領は純粋に心理的に不快な存在。一人の老人が別の老人と一緒に座りたがっているが、邪魔をしている若者のようなもの。結局、自ら失態を犯すことになる。
  - プーチン大統領は自らに何ら要求をしてこなかった中国との関係を続け、米国に対してはさらなる譲歩を待つだけで何もしない。たとえ、ウクライナと東ヨーロッパがロシアに譲られたとしても、それだけでは十分ではないだろう。
  - また、中国やインドなど外部の観察者にとって今起こっている事態は「世界各国の拠点からのアメリカの撤退」であり、それはアメリカのビジネスに損害をもたらす。ひいては税収も減ることとなる。
- 西側諸国は快適な暮らしを望み、ロシアからガスを購入しモスクワに巨額の資金を供給していながら、何かが起こったら助けに来てくれるアメリカに期待していた。ウクライナを支援したが、ビジョンも戦略も計画もなかった。そして今、アメリカは助けようとしない。
- 1939年のポーランド侵攻を受け、同盟国であったイギリス・フランスがナチスドイツに宣戦布告したことを端に第二次世界大戦が始まっている。ポーランド人は完全に打ち負かされるまで戦うことを決意したが、すぐ諦めることも出来ただろう。結果的に同じだったにせよ、ポーランド人が自責する必要は何もない。ウクライナ人は自分たちが何を望んでいるのかを自らで決め、それについて今や自責するべきことは何もない。